# Myonia euryzona
Myonia euryzona är en fjärilsart som beskrevs av Louis Beethoven Prout 1921/24. Myonia euryzona ingår i släktet Myonia och familjen tandspinnare. Inga underarter finns listade i Catalogue of Life.